# رباط مستعرض كتفي سفلي
الرِّباطُ المُسْتَعْرِضُ الكَتِفِيُّ السُّفْلِيّ (بالإنجليزية: inferior transverse ligament of scapula)‏ أوالرِّباطُ الشَّوْكيُّ الحُقِّيّ (بالإنجليزية: spinoglenoid ligament)‏، هو عبارة عن رباط غشائي ضعيف، يقع خلف عنق عظم الكتف؛ ويمتد من الأطراف الجانبية لشوكة لوح الكتف إلى حدود الجوف الحقاني.
وهي تشكل قوسًا تحت شريان فوق الكتف و عصب فوق عظم الكتف العابران إلى الحفرة تحت الشوكية.